# Black Panther: Wakanda Forever
Black Panther: Wakanda Forever är en amerikansk superhjältefilm från 2022 som är baserad på Marvel Comics figur Black Panther. Det är uppföljaren till Black Panther från 2018 och den trettionde filmen i Marvel Cinematic Universe (MCU). Filmen är regisserad av Ryan Coogler, som även har skrivit manus tillsammans med Joe Robert Cole.
Filmen hade biopremiär i Sverige den 9 november 2022, utgiven av Walt Disney Studios Motion Pictures.

## Handling
Ledarna för kungariket Wakanda kämpar för att skydda sin nation från invaderande styrkor i kölvattnet av kung T'Challas bortgång.

## Rollista (i urval)
| - Letitia Wright – Shuri / Black Panther - Lupita Nyong'o – Nakia - Danai Gurira – Okoye - Winston Duke – M'Baku - Florence Kasumba – Ayo - Dominique Thorne – Riri Williams / Ironheart - Michaela Coel – Aneka - Tenoch Huerta – Namor - Martin Freeman – Everett K. Ross | - Julia Louis-Dreyfus – Valentina Allegra de Fontaine - Angela Bassett – Ramonda - Mabel Cadena – Namora - Alex Livinalli – Attuma - Lake Bell – Dr. Graham - Richard Schiff – USA:s utrikesminister - Divine Love Konadu-Sun – Toussaint (cameo) - Michael B. Jordan – N'Jadaka / Erik Killmonger (cameo) - Chadwick Boseman – T'Challa / Black Panther (arkivmaterial) |